# Quelimane
Quelimane és un municipi de Moçambic, situat a la província de Zambézia. En 2007 comptava amb una població de 193.343 habitants (71.786 el 1970, 153.187 el 1997). És a la vora del riu dels Bons Sinais (Bons Senyals), i a uns 20 km de l'oceà Índic, on disposa d'un port.
La població local parla majoritàriament portuguès i chuabo. Els edificis principals són la residència de governador (de 1895) i la catedral de Nossa Senhora do Livramento (construïda el 1785).

## Demografia
| Any  | Població |
| ---- | -------- |
| 1970 | 71.786   |
| 1997 | 153.187  |
| 2007 | 192.876  |

## Història
Els portuguesos hi van arribar el 1498 i van fundar l'establiment el 1530. Fou elevada a vila i seu de conselho el 1763 i a ciutat el 21 d'agost de 1942. El 1817 fou capital d'una capitania de Moçambic fins al 1829 i altre cop del 1853 al 1858. En aquest any fou capital del districte de Zambèzia. El 1856 fou el punt final del viatge de David Livingstone. El 1913 Zambèzia es va dividir en els districtes de Quelimane i Tete. Sota el nom de Quelimane, el districte va emetre segells de correus propis el 1913 que van estar en ús almenys fins al 1915. Després el districte es va dir Zambézia, altre cop Quelimane, i altre cop Zambèzia, sempre amb Quelimane com a capital. El 1975 el districte de Zambézia fou elevat a província, i Quelimane va continuar com a capital. Va patir seriosament inundacions als darrers anys, entre elles les del 2007.

## Origen del nom
El seu nom podria derivar de la paraula anglesa "killing Man" (Mata un home) degradat a Queliman, a causa del fet que la malària provocava la mort de molts mariners que hi desembarcaven. Una altra versió diu que derivaria de la paraula indígena "estem cultivant" que els indígenes van dir a Vasco de Gama el 1498. I una tercera versió l'assenyala com una paraula swahili derivada de kilima (muntanya o turó, ja que el nom apareix també a Kenia i Tanzània amb inicia amb "ki"

## Agermanaments
- Le Port (illa de la Reunió)